# Universal Wrestling Federation (Bill Watts)
La Universal Wrestling Federation è stata una federazione statunitense di wrestling attiva dal 1986 al 1987 di cui il presidente e fondatore era il promoter Bill Watts. In precedenza la compagnia era nota come Mid-South Wrestling, e ancora prima, negli anni cinquanta, come NWA Tri-State. Lo scopo di Watts era quello di espandere la federazione regionale a livello nazionale, per competere con la rivale World Wrestling Federation. Tuttavia, le strategie commerciali di Watts si rivelarono fallimentari, e nel 1987 la UWF fu assorbita dalla Jim Crockett Promotions. Il territorio di competenza della compagnia dove venivano organizzati i vari eventi erano Oklahoma, Arkansas, Louisiana e Mississippi. Nel 1990 il promoter Herb Abrams fondò un'omonima federazione di wrestling senza nessuna parentela con quella di Watts.

## Storia

### NWA Tri-State (1953–1979)
L'ex wrestler Leroy McGuirk, rimasto cieco in seguito a un incidente d'auto nel 1950, cominciò l'attività di promotore di wrestling nei tre Stati dell'Oklahoma, della Louisiana e del Mississippi. Fino al 1973, "Cowboy" Bill Watts era stato uno dei lottatori più popolari della zona. Dopo uno stint nella Championship Wrestling from Florida di Eddie Graham, Watts tornò nella NWA Tri-State nel 1975.

### Mid-South Wrestling (1979–1986)

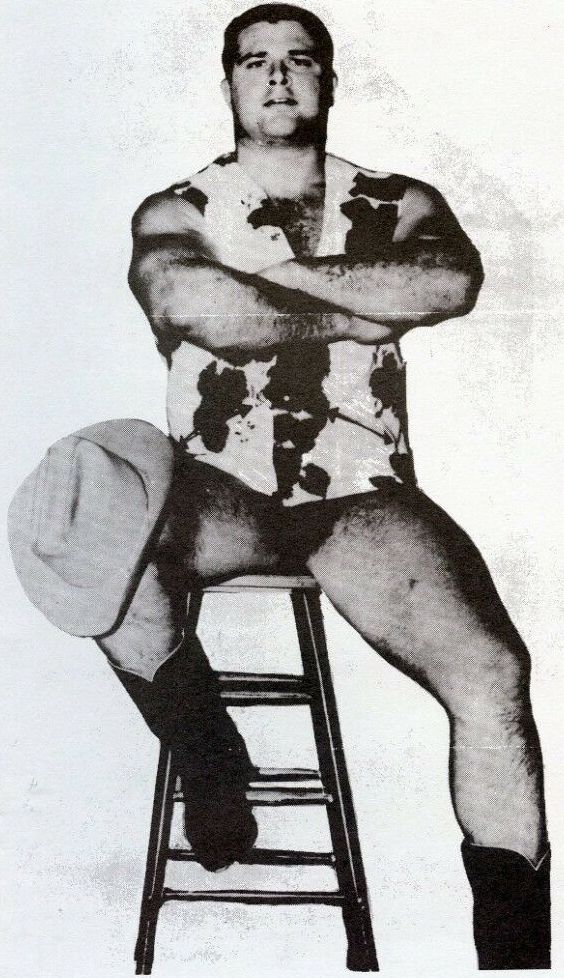
"Cowboy" Bill Watts nel 1968

Nel 1979, Bill Watts acquistò da Leroy McGuirk gran parte del territorio controllato dalla Tri-State, e ribattezzò la compagnia "Mid-South Wrestling" (MSW; ufficialmente "Mid-South Wrestling Association"). Una delle prime azioni intraprese da Watts come proprietario fu distaccarsi dalla National Wrestling Alliance (NWA). Tuttavia, la MSW avrebbe mantenuto la collaborazione con la NWA, continuando a riconoscere l'NWA World Heavyweight Championship come titolo massimo della federazione. In seguito la MSW aggiunse l'Arkansas al suo raggio d'azione. Nel 1982, si espanse anche in Oklahoma quando McGuirk chiuse la propria federazione lì basata. McGuirk formò anche un'alleanza con il promoter Paul Boesch di Houston per portare i talenti della Mid-South al Sam Houston Coliseum (una delle più importanti arene di wrestling), e in altre parti del Texas.
La Mid-South Wrestling organizzava show sia in piccoli locali sia in grandi arene. Nel 1980, il match tra un "accecato" Junkyard Dog e il Freebird Michael Hayes fu visto da oltre 30,000 fan, un ottimo risultato per una federazione nata solo un anno prima. Nel 1984, Watts uscì dal ritiro per tornare occasionalmente a combattere in coppia con Stagger Lee (Junkyard Dog con una maschera) per affrontare i Midnight Express nel corso di un angle dove gli Express e il manager Jim Cornette avevano assalito Watts durante un programma televisivo.
Nella seconda metà degli anni ottanta, la Mid-South iniziò ad espandersi a livello nazionale. Nel 1985, Ted Turner invitò Watts a trasmettere lo show settimanale della Mid-South sul canale TBS di sua proprietà, come alternativa al programma della World Wrestling Federation che andava in onda il sabato sera sullo stesso canale (al termine del contratto con la Georgia Championship Wrestling). Turner era infastidito dalla WWF di Vince McMahon perché McMahon gli aveva promesso un programma di nuovi match registrati in studio, ma invece mandava in onda principalmente repliche e highlights tratti da altri show WWF (vedi: Black Saturday). Per proseguire l'espansione a livello nazionale, Watts volle cambiare il nome della sua federazione, rimpiazzando Mid-South Wrestling con una denominazione più neutra, che non facesse riferimento al sud degli Stati Uniti: Universal Wrestling Federation.

### Universal Wrestling Federation (1986–1987)
Nel marzo 1986 la compagnia si rilanciò in grande stile come Universal Wrestling Federation (UWF), assicurandosi un contratto televisivo a livello nazionale per uno show settimanale della durata di 1 ora. Nuovi wrestler (provenienti in gran parte dalla World Class Championship Wrestling) entrarono nella federazione, come anche il promoter WCCW Ken Mantell. Nonostante il buon riscontro iniziale, fu presto chiaro che la UWF non aveva i mezzi per poter seriamente competere con la Jim Crockett Promotions e la WWF, sia in termini di offerta televisiva, eventi dal vivo e pay-per-view, sia come merchandising. Il 9 aprile 1987 Watts fu costretto a vendere la UWF a Jim Crockett Jr., e molti dei migliori wrestler UWF passarono alla Jim Crockett Promotions, o nella WWF, sancendo di fatto la fine della compagnia.. Tuttavia, a differenza delle altre federazioni affiliate alla NWA acquisite da Crockett Jr. negli anni ottanta, la UWF proseguì l'attività fino al dicembre 1987, quando tutti e tre i maggiori titoli UWF furono messi in palio in match "title vs. title" di unificazione. Tutti i titoli UWF furono vinti da wrestler JCP. Solo qualche ex lottatore della UWF ebbe successo nella compagnia di Crockett Jr., tra questi: The Fabulous Freebirds, Shane Douglas, Rick Steiner, Eddie Gilbert e "Dr. Death" Steve Williams.
Nel 1989, Jim Crockett Jr. vendette la JCP a Ted Turner. Turner rilanciò la federazione come "World Championship Wrestling". Dato che "Cowboy" Bill Watts aveva fatto una buona impressione a Turner, egli fu nominato vicepresidente esecutivo della WCW.

## Personale

### Annunciatori
- Boyd Pierce
- Reisor Bowden
- Joel Watts
- Jim Ross
- Bill Watts
- Michael Hayes
- Frank Dusek
- Toni Adams

## Titoli

### NWA Tri-State
| Titolo:                                                               | Ultimo/i campione/i:          | Attivo da:        | Fino a:       | Note: |
| --------------------------------------------------------------------- | ----------------------------- | ----------------- | ------------- | --- |
| NWA World Heavyweight Championship                                    | Nick Aldis                    | 1948              | Attivo        | Nonostante non fosse affiliata alla National Wrestling Alliance, la NWA Tri-State riconosceva il titolo NWA World Heavyweight Championship come maggiore titolo della compagnia     |
| NWA World Junior Heavyweight Championship                             | Barrett Brown                 | 1945              | Attivo        | |
| NWA Tri State North American Championship                             | Mr. Wrestling II              | 1969              | 1979          | Il titolo fu rinominato "Mid-South North American Championship" quando Bill Watts acquistò la NWA Tri-State nel 1979                                                                |
| NWA United States Tag Team Championship (Tri-State version)           | Tommy Gilbert & Eddie Gilbert | 22 settembre 1963 | 1980          | |
| NWA United States Junior Heavyweight Championship (Tri-State version) | Jack Donovan                  | 5 maggio 1958     | anni sessanta | |
| NWA Tri-State Louisiana Championship                                  | Mike George                   | 1972              | 1979          | Il titolo fu rinominato "Mid-South Louisiana Championship" quando Bill Watts acquisì la NWA Tri-State nel 1979. Prima del 1972 il titolo era promosso dalla NWA Gulfcoast Louisiana |
| NWA Tri-State Heavyweight Championship                                | Bob Sweetan                   | 7 settembre 1980  | 1982          | Titolo creato quando Bill Watts comprò la NWA Tri-State; ritirato nel 1982 |
| NWA Tri-State Tag Team Championship                                   | Turk Ali & El Toro            | 1980              | 1982          | Titolo creato in seguito all'acquisizione della NWA Tri-State da parte di Bill Watts; ritirato nel 1982                                                                             |
| NWA Tri-State Brass Knuckles Championship                             | Don Fargo                     | 1970              | 1982          | Titolo rinominato quando Bill Watts acquistò la NWA Tri-State; ritirato nel 1982 |
| NWA Louisiana Heavyweight Championship                                | Mike George                   | aprile 1978       | agosto 1979   | La Tri-State riconobbe il titolo Louisiana Heavyweight Championship tra l'aprile 1978 e l'agosto 1979. Titolo ritirato dal 1964 al 1983                                             |
| NWA Louisiana Tag Team Championship                                   | Bill Watts & Buck Robley      | 1978              | 1979          | Titolo ritirato quando la Tri-State riconobbe il titolo NWA Louisiana Heavyweight Championship                                                                                      |

### Mid-South Wrestling
| Titolo:                               | Ultimo/i campione/i:                     | Attivo da:        | Fino a:     | Note: |
| ------------------------------------- | ---------------------------------------- | ----------------- | ----------- | --- |
| NWA World Heavyweight Championship    | Nick Aldis                               | 1948              | Attivo      | Nonostante non fosse affiliata alla National Wrestling Alliance, la Mid-South riconosceva il titolo NWA World Heavyweight Championship come maggiore titolo della compagnia |
| Mid-South North American Championship | "Hacksaw" Jim Duggan                     | 1969              | maggio 1986 | Titolo originariamente chiamato "NWA Tri-State North American Championship" ma rinominato quando Bill Watts comprò la NWA Tri-State nel 1979                                |
| Mid-South Television Championship     | Dick Slater                              | 2 maggio 1984     | 1986        | Titolo rinominato "UWF Television Championship" nel 1986 |
| Mid-South Tag Team Championship       | Ted DiBiase & "Dr. Death" Steve Williams | 28 settembre 1979 | 1986        | Titolo rinominato "UWF Tag Team Championship" nel 1986 |
| Mid-South Louisiana Championship      | "Hacksaw" Jim Duggan                     | 16 ottobre 1964   | 1983        | Originariamente chiamato "NWA Tri-State Louisiana Heavyweight Championship", rinominato quando Bill Watts acquistò il territorio della NWA Tri-State                        |

### Universal Wrestling Federation
| Titolo:                      | Ultimo/i campione/i:       | Attivo da:        | Fino a:          | Note:                                                                                               |
| ---------------------------- | -------------------------- | ----------------- | ---------------- | --------------------------------------------------------------------------------------------------- |
| UWF Heavyweight Championship | "Dr. Death" Steve Williams | 30 maggio 1986    | dicembre 1987    | Ex "Mid-South North American Heavyweight Championship" rinominato quando la federazione cambiò nome |
| UWF Television Championship  | Nikita Koloff              | 2 maggio 1984     | 26 novembre 1987 | Ex "Mid-South Television Championship" rinominato quando la federazione cambiò nome                 |
| UWF Tag Team Championship    | The Sheepherders           | 28 settembre 1979 | novembre 1987    | Ex "Mid-South Tag Team Championship" rinominato quando la federazione cambiò nome                   |